# Elderen
Elderen és un antic municipi a la província de Limburg a Bèlgica.
El municipi va crear-se el 1971 per la fusió de 's Herenelderen, Genoelselderen, Membruggen i Ketsingen. El 1977, aquesta fusió va desfer-se. 's Herenelderen i Ketsingen van afegir-se a Tongeren i Genoelselderen i Membruggen a Riemst. Des d'ara, l'autopista E313 va esdevenir la frontera municipal.

## Llocs d'interès
- Castell d'Elderen

## Fills predilectes d'Elderen
- Joan Lluís d'Elderen, príncep-bisbe del principat de Lieja